# دانشگاه گندی‌شاپور
دانشگاه گُندی‌شاپور یا به شکل عربی‌شده ‌جُندی‌شاپور یکی از مراکز علمیِ مهمِ در زمان ساسانیان بوده‌ است؛ و با بیش از ۱۷ سده دیرینگی، از باستانی‌ترین مراکز آموزشی خاورمیانه محسوب می‌شود. در این دانشگاه آموزش‌هایی در حوزه‌های پزشکی، فلسفه، الهیات و علوم ارائه می‌شد. این آموزش‌ها بر اساس سنت زرتشتی و ایرانی، و همچنین با بهره بردن از سنت یونانی و هندی بود. ساختمانِ نوینِ بیمارستان به عنوان مرکز درمان و آموزش پزشکی نیز در این دانشگاه شکل گرفت که اهمیت و تأثیر بسیاری در تاریخ علم پزشکی داشته‌ است. به علاوه بیمارستانِ این دانشگاه، مهم‌ترین مرکز پزشکی جهانِ باستان در سده‌های ۶ و ۷ میلادی بوده‌ است. گندی شاپور کُهن‌شهری پایه‌گذاری شده به دست دومین شاهنشاه ایرانشهر شَاهپور یکم بود که در استان خوزستان بوده‌ است ولی در مورد جایگاه دقیق آن اختلاف نظر وجود دارد. احمد اقتداری باور دارد این شهر محتملا در محدوده میان شهرهای شوشتر، شوش و دزفول جای داشته‌ است.

## ریشه‌شناسی نام گندی‌شاپور
به‌نوشتهٔ ریچارد فرای، واژه گندی‌شاپور، تحریف‌شدهٔ نام «وِه آنتیوخ شاپور» یعنی «بهتر از آنتیوخ را شاپور ساخته» است. بر اثر جنگ‌های شاپور یکم با روم، پادشاه ساسانی، اسیران رومی را در فارس و خوزستان اسکان می‌داد و با توانایی آنان، بند قیصر بر روی رود کارون ساخت و کاخ بیشاپور را موزائیک کرد. این رفتار شاپور یکم، سرآغاز ریشه‌دوانیدن مسیحیت در جنوب ایران گشت.

## کاوش‌گری و باستان‌شناسی
به‌روایت اکثر منابع تاریخ پزشکی دورهٔ اسلامی، این مرکز علمی در انتقال دانش پزشکی یونانی، ایرانی و هندی به عالم اسلام سهم فراوانی داشته‌است. نخستین بیمارستان‌های دورهٔ اسلامی طبق الگوی بیمارستان گندی‌شاپور بنا شد. بااین‌همه، اطلاعات تاریخی چندان نیست که بتوان تصویری دقیق از اوضاع علمی و فرهنگی این شهر عرضه کرد. آنچه در منابع دورهٔ اسلامی دربارهٔ پیشینهٔ علمی این شهر آمده‌است، گاه به افسانه می‌ماند. پژوهش‌های جدید نیز، بعضاً حاوی ادعاهایی ناسنجیده و غیر مستند است و تشخیص درستیِ این اطلاعات بسیار دشوار می‌نماید.
ابن ندیم آورده‌است که اردشیر بابکان، بقایای تمام کتاب‌های پراکنده باستانی فارسی‌زبان را از هند و چین جمع‌آوری کرد و به خزانه افزود. پسر او شاپور اول راه پدر را ادامه داد و و تمام کتاب‌هایی را که از زبان‌های دیگر به پارسی ترجمه شده‌بود، گرد آورد. او هم‌چنین اوستا را به‌صورت یک کتاب گردآوری کرد؛ بنابراین پس از آن‌که اسکندر اوستا را سوزاند آن را احیا کرد. کتابخانهٔ دیگری که در این زمان ساخته شد، کتابخانهٔ خسرو اول در گندی‌شاپور برای دانشگاه آن بود. علاقهٔ خاص او به جمع‌آوری کتاب‌ها از دورترین نقاط جهان مشهور است. گندی‌شاپور بهترین مرکز تحقیقاتی در دوران ساسانی بود. بسیای از دانشمندان از ملیت‌های مختلف مخصوصاً نسطوری‌ها در آن‌جا گرد آمده‌بودند و بسیاری از کتاب‌ها به‌دستور خسرو اول به فارسی ترجمه شده‌بود. علاوه‌براین دو کتابخانه، کتابخانه‌های بزرگ و معتبر دیگری هم وجود داشت. همهٔ آتشکده‌ها و پرستشگاه‌ها مانند همهٔ بیمارستان‌ها و مراکز تحقیقاتی و آموزشی، گنجینهٔ کتاب‌های خود راریاشتند.

## مکان شهر و دانشگاه گندی‌شاپور
در مورد مکان گندی‌شاپور اختلاف نظر وجود دارد و مکان قطعی آن مشخص نشده‌است. برخی منابع قدیمی‌تر محل جندی‌شاپور را در اهواز می‌دانستند. احمد اقتداری معتقد است منظور از اهواز، ولایت اهواز (خوزستان) بوده‌است، نه شهر اهواز امروزی. وی در دهه ۵۰ خورشیدی در کتاب آثار و بناهای تاریخی خوزستان (دیار شهریاران) در خصوص مکان شهر گندی‌شاپور مرور منابع انجام داده و چنین نتیجه گرفته که این شهر می‌بایست در محدوده میان شهرهای شوشتر، شوش و دزفول قرار داشته باشد. محمد علی امام شوشتری شاه‌آباد دزفول را به عنوان محل احتمالی شهر گندی‌شاپور معرفی کرده و محمدزمان خدایی معتقد است دو جندی‌شاپور (شهر شاپور) وجود داشته که مورخان گاهی یکی را جای دیگری گرفته‌اند. وی شهر شوشتر را همان شهر معروف گندی‌شاپور می‌داند. ابن حوقل جغرافیدان قرن چهارم هجری محل شهر جندی‌شاپور را یک منزلگاه تا شوش و یک منزلگاه تا شوشتر ذکر کرده‌است.
محمدعلی امام شوشتری در سال ۱۳۱۶ احتمال اینکه جندی شاپور در حوالی روستای شاه‌آباد (شاه‌ابوالقاسم یا اسلام‌آباد) دزفول باشد را مطرح کرد.
نظریه وجود شهر جندی‌شاپور در محل روستای شاه‌آباد که مقبره یکی از مریدان شیخ اسماعیل قصری به نام شیخ ابوالقاسم بوده‌است، از آن جا ناشی می‌شود که سیدمحمدعلی مرتضوی از منسوبان محمدعلی امام شوشتری در محل بقعه این عارف کتیبه ای مشاهده کرد که بر آن ابیاتی منسوب به یعقوب لیث حک شده بود و چون یعقوب در جندی شاپور وفات یافته بود، نتیجه گرفت که جندی شاپور احتمالاً در محل روستای شاه آباد مابین دزفول و شوشتر واقع شده باشد. برخی منابع از جمله برخی نویسندگان اروپایی نظیر نیکولا راست که در دهه‌های گذشته در این خصوص مطلب نوشته‌اند، این نظریه را مبنا قرار داده یا نقل کرده‌اند. شعر روی کتیبه به شرح زیر است:
| بگرفتم از خراسان تا مُلک پارس یکسر |
| ملک عراق از من هرگز نبود رسته     |
| بدرود یاد گیتی بانوی نوبهاران     |
| یعقوب لیث گویی در آن نبد نشسته    |

محمد علی امام شوشتری در اواخر حیاتش در سال ۱۳۵۰ گفته نام شهری که وی معتقد است در محل شاه‌آباد قرار داشته «شاپور گَرد» (شهر شاپور) و نام منطقه بزرگتر اطراف آن «ویه‌اندیوشاپور» است. وی در ادامه تحقیقاتش جندی‌شاپور یا گندی‌شاپور را نامی تحریف شده دانسته و اظهار داشته شاپورگرد همان نیلاد و نیلاط اشکانی و نیلاب ساسانی است.
نظریه واقع شدن گندی‌شاپور در روستای شاه‌آباد دزفول از سوی اغلب مورخان متاخر رد شده است. احمد اقتداری، دکتر محمدزمان خدایی پژوهشگر باستانشناسی، دکتر احمد خامه‌یار پژوهشگر مزارهای اسلامی و ژولین (C. Jullien) نظریه محمد علی امام شوشتری را رد کرده‌اند. احمد اقتداری دربارهٔ دلایل امام شوشتری در واقع شدن این شهر در روستای شاه‌آباد می‌گوید: قبول این مطلب نیازمند دلایل و مدارک بیشتری است که وی در پنج مورد برشمرده است. اقتداری می‌گوید همه مورخان هم‌نظرند که یعقوب لیث در جندی‌شاپور دفن شده و در ادامه توضیح می‌دهد نظر امام شوشتری در مورد تعلق آرامگاه شاه‌ابوالقاسم در شاه‌آباد به یعقوب لیث صحیح به نظر نمی‌رسد. وی معتقد است که اگر هم جندی‌شاپور در آن حوالی باشد می‌تواند در منطقه نزدیک به تپه‌های باستانی منطقه باشد نه در شاه‌آباد. محمدزمان خدایی در مورد نظریه امام شوشتری معتقد است که با توجه به این که شیخ ابوالقاسم ۳۰۰ سال بعد از فوت یعقوب وفات یافته و بقعه او ۸۰۰ سال بعد از فوت یعقوب توسط فتحعلی‌خان حاکم شوشتر ساخته شده و همچنین با توجه به جنس سنگ، این کتیبه نمی‌تواند به مدت یازده قرن از زمان فوت یعقوب به جا مانده و نشانه‌ای از مقبره یعقوب لیث و در نتیجه شهر گندی‌شاپور باشد. وی همچنین دلایل جغرافیایی در رد فرضیه امام شوشتری برمی‌شمرد.
احمد خامه‌یار با اشاره به قطعیت وجود قبر یعقوب لیث در جندی‌شاپور می‌گوید به نظر می‌رسد که دلایل ارائه شده برای اثبات اینکه بقعه شاه ابوالقاسم، آرامگاه یعقوب لیث صفاری است، کافی نیست.
C. Jullien در کتابش در سال ۲۰۰۴، خرابه‌های اطراف شاه‌آباد دزفول را ویرانه‌های دژ شوشان نامیده و جندی‌شاپور را در محل دیگری می‌داند. ابن حوقل جغرافیدان قرن چهارم هجری محل شهر جندی‌شاپور را یک منزلگاه تا شوش و یک منزلگاه تا شوشتر ذکر کرده‌ و در نقشه‌ای که ارائه نموده، این شهر را مابین شوشتر، شوش و هرمز(اهواز]] نشان داده است.
محمد زمان خدایی پژوهشگر باستانشناسی شوشتر را همان شهر جندی‌شاپور مشهور معرفی می‌کند. وی با ذکر دلایل تاریخی و زبانشناسی معتقد است که در نامگذاری شهرها و مناطق مشکلاتی بوده و دو جندی‌شاپور (شهر شاپور) وجود داشته‌است که مورخان گاهی یکی را جای دیگری گرفته‌اند. اما وی شوشتر را همان شهر معروف و دانشگاهی جندی‌شاپور می‌داند.

## معماری و جغرافیای شهری

### در زمان ساسانیان
معماری شهری گندی‌شاپور، همانند اردوگاه‌های رومی، مستطیلی‌شکل است. شبکهٔ بافتی این شهر، همانند شطرنج است و در میانهٔ آن هشت راه عمود بر هشت راه دیگر و به‌صورت متقاطع است. به‌روایت طبری، بهرام یکم ساسانی دستور داد تا مانی را مدتی در گندی‌شاپور زندانی و شکنجه کنند. او را در همین شهر، زنده پوست کندند و بر دروازه‌های شهر، آویختند. بدین‌سبب، این دروازه، «دروازهٔ مانی» نام گرفت، گرچه نویسندهٔ حدودالعالم، محل کشته‌شدن مانی را شهرکی به نام رادمِهر ذکر کرده‌است. در زمان شاپور دوم، ذوالاکتاف، رومی‌ها گندی‌شاپور را محاصره و قسمتی از حصار آن را ویران کردند. در این جنگ قیصر روم اسیر شد و شاپور یکم او را وادار کرد که از سرزمین خود، خاک آورده، گندی‌شاپور را بازسازی کند. شاپور دوم در تعمیر باروهای شهر، خشت و گل و آجر و گچ به‌کار برد. ازاین‌رو، نیمی از باروهای این شهر از خشت و نیمی دیگر از آن با آجر ساخته شد. هم‌چنین قیصر وادار شد که به‌سبب جبران درخت‌های خرمایی که بریده بود، درخت زیتون بکارد. گندی‌شاپور در زمان قباد یکم، از خوش‌آب‌وهواترین و زیباترین مناطق کشور بود.
پژوهش‌هایی که آگاهی درباره گندی شاپور به ما گزارش می‌دهند، بیانگر آن هستند که در دوره ساسانیان، آموزشگاه پزشکی و بیمارستان در شهر گندی‌شاپور وجود داشته که در آن نوشته‌های پزشکی یونانی و احتمالاً هندی به زبان فارسی میانه ترجمه می شده است.

### در زمان عباسیان تا صفویان

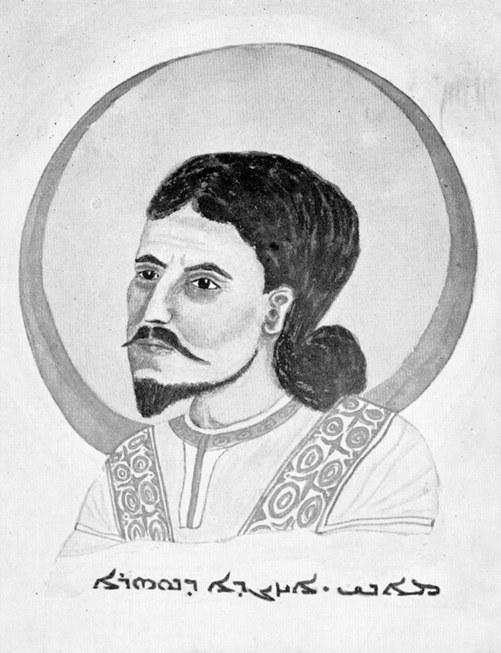
تمثال مانی نقاش. بنابر یک روایت، او بر یکی از چهار دروازهٔ اصلی شهر، به دار آویخته شد.

مؤلف حدودالعالم، گندی‌شاپور را شهری آباد و دارای نعمت فراوان معرفی کرده‌است. مقدسی در سدهٔ چهارم هجری، از گندی‌شاپور به‌عنوان «کوره و نیز قصبه‌ای با هوای دلگشا، مرکز خوزستان، جایگاه سلطان، با شِکر فراوان (که به خراسان و جبال صادر می‌شده)» یاد کرده و مذهب مردم آن‌جا را، اهل سنت ذکر کرده‌است. او نوشته که این شهر، دو نهر و کارگاه‌های بافندگی بسیار و آبادی‌های گرانمایه و کشتزارها و ارزانی و خیرات و فقیهان و ثروتمندان بسیار دارد. اصطخری، از بزرگی و آبادانی و کشاورزی و نخلستان‌های بسیارِ آن‌جا آورده‌است.

## ساسانیان

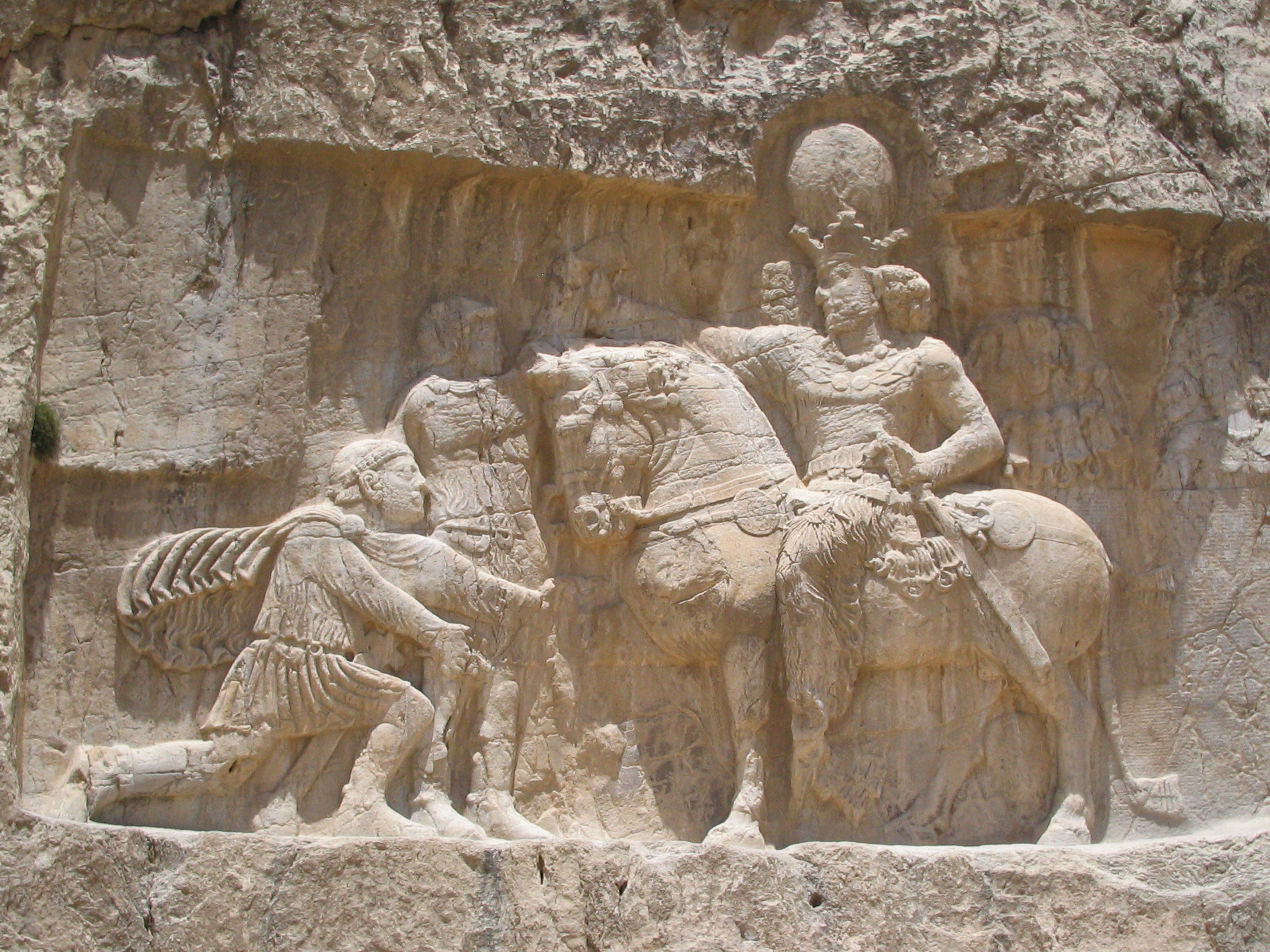
شاپور یکم ساسانی، بنیانگذار تمدن ایرانی ساسانی، به‌وسیلهٔ استفاده از اسیران معمار رومی و پزشکان تبعیدی یونانی. در این نقش، او شکست والریانوس، امپراتور روم را به‌تصویر می‌کشد.

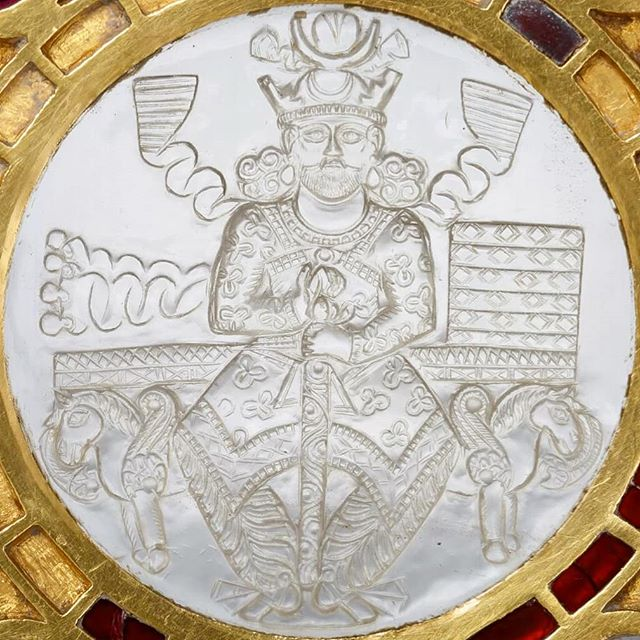
گندی‌شاپور، در زمان خسرو انوشیروان، به دوران اوج شکوفایی خود رسید.

بنا بر گفتهٔ اکثر مورخین، شهر جندی‌شاپور در زمان شاپور یکم (۲۴۲–۲۷۲ میلادی) بنیان‌گذاری شده‌است. شهر گندی شاپور از زمان شاپور اول دارای اهمیت ویژه‌ای شد، چنان‌که برخی از مورخین، آن را دومین شهر شاهنشاهی ساسانی دانسته‌اند. گفته می‌شود که شاپور دوم، مقر حکومتی‌اش را از آغاز تا سال سی‌ام سلطنت خود را در این شهر قرار داد و پیش از آن نیز، به دستور شاپور اول، تعدادی از کتاب‌های پزشکی یونانی را در آنجا به پهلوی ترجمه و نگهداری می‌کردند. اوج پیشرفت و اعتلای شهر و دانشگاه گندی شاپور در زمان خسرو انوشیروان بود که او نسطوریان (که بعدها جز فعالان اقتصادی نیز شدند) و دانشمندان یونانی را (به دلیل اختلافات مذهبی از سرزمینشان طرد شدند) را در گندی شاپور جای داد و با برگزاری مناظرات و جلسات علمی، موجب رونق بیشتر این دانشگاه شد.
دیدگاه‌های مختلفی دربارهٔ تاریخ تأسیس مدرسه وجود دارد. درحالی‌که برخی از محققان ادعا می‌کنند که در هنگام بنای شهر ساخته شده، برخی دیگر بیان می‌کنند که در زمان شاپور دوم تأسیس شده‌است. اگرچه شواهد موجود اجازه نمی‌دهد که تاریخ تأسیس دانشگاه را با شهر مرتبط ساخت، به‌راحتی می‌توان گفت که فعالیت‌های علمی که باعث شهرت گندی‌شاپور شد در همان دوران اولیه آغاز شد. طبق گفتهٔ منفرد اولمن، جمعیت گندی‌شاپور شامل بسیاری از دانشمندان و صنعتگران انطاکیه، ازجمله پزشکان و فیلسوفان بود که همانند امپراتور اسیر روم والریانوس به‌اسارت گرفته شده‌بودند؛ بنابراین می‌توان فرض کرد که در آن زمان، گندی‌شاپور وارد دوران شکوفایی فرهنگی و فکری، به‌ویژه در علوم اثباتی مانند فیزیک، شیمی، زیست‌شناسی و ریاضیات، شد.
به‌گزارش قفطی (۱۲۴۸–۱۱۷۲)، شاپور اول، هم‌زمان با بنیان‌نهادن شهر، جمعی از صاحبان حرفه‌های گوناگون و به‌ویژه طبیبان حاذق را از قسطنطنیه به گندی‌شاپور آورد. این گروه، نوجوانان را آموزش دادند و باعث شهرت شهر به‌عنوان مرکزی طبی شدند. این افراد را والریانوس قیصر روم و همراهان اسیر وی معرفی کرده‌است که شاپور از مهارت آن‌ها در کارهای ساختمانی بهره برد. ابن عبری نیز اشاره کرده‌است که گروهی از پزشکان یونانی به‌ترویج طب بقراطی در گندی‌شاپور پرداختند. این گزارش‌ها پیشینهٔ آموزش پزشکی را در گندی‌شاپور به حکومت شاپور اول بازمی‌گرداند. قفطی گندی شاپور را مرکز اختلاط پزشکی و نوآوری توصیف می‌کند:
آن‌ها به سرعت در علم پیشرفت کردند و راه حل‌های درمانی و دارویی را توسعه دادند که درمان آن‌ها از یونانیان و هندی‌ها برتری یافت. به علاوه این پزشکان روش‌های علمی مردمان دیگر را اخذ کرده و با کشفیات خود آن‌ها را اصلاح کردند. آن‌ها قوانین پزشکی را با دقت شرح داده و آثار خود را ثبت کردند.
به‌گفتهٔ ابن ندیم، این شهر تنها پس از مهاجرت تئودوروس، فیلسوف و پزشک مشهور یونانی به آن‌جا، به‌جهت علوم پزشکی و فلسفه معروف شد. تئودوروس که پزشکی عادی نبود، به‌عنوان پزشک سلطنتی به شاپور دوم خدمت کرد و چندین کتاب در زمینهٔ علوم پزشکی نوشت که یکی از آن‌ها در نهایت به زبان عربی ترجمه شد. شاپور دوم نیز تئودوروس را بزرگ داشت و کلیسایی برای او در شهر ساخت و برخی از مسیحیان را به خدمت او گماشت.
پیگیری‌های محققانهٔ تئودوروس این ادعا را تقویت می‌کند که مدرسهٔ گندی‌شاپور در زمان شاپور دوم ساخته شده‌است. از میان پژوهشگرانی که این نظریه‌ها را به مطرح می‌کنند، جورج سارتون، شرق‌شناس معروف، محمد محمدی — که پیرو سارتون بود — و سید حسین نصر هستند. نصر ادعا می‌کند که شاپور دوم نه‌تنها گندی‌شاپور را به‌عنوان پایتختش گسترش داده و پذیرفته‌است، بلکه در آن دانشگاهی بزرگ که شامل یک مدرسهٔ پزشکی نیز می‌شده، بنا کرده‌است. هم‌چنین نخعی ادعا می‌کند که ساختن مدرسه هفت سال طول کشید و توسط شاپور دوم افتتاح شد. مدت کوتاهی پس از این رویداد، حدود ۵۰۰۰ دانشجو از ایران، روم، یونان، سوریه، عربستان و هند وارد مدرسه شدند، توسعه‌ای که گندی‌شاپور را به یک مرکز مهم منطقه‌ای در علم پزشکی تبدیل کرد. هرچند شواهد کافی برای اثبات و حمایت از این ادعاها وجود ندارد، اما این واقعیت که دانشمندانی از سرزمین‌های دیگر در زمان سلطنت خسرو اول به غرب قلمرو ساسانی آمده و در گندی‌شاپور مستقر شدند، نشان می‌دهد که مدرسه‌ای در آن شهر وجود داشته‌است؛ و اگر چنین نبوده‌باشد، دلیلی برای اسکان آنان توسط خسرو اول در این شهر وجود ندارد. اسکان این محققان در گندی‌شاپور و دانشگاه آن، این مطلب را تقویت می‌کند که خسرو اول، نخستین سازندهٔ دانشگاه بوده‌است. علاقهٔ خسرو اول به فلسفه، او را در غرب مشهور ساخت. دانشمندان آکادمی آتن پس از بسته‌شدن آکادمی در سال ۵۲۹ م توسط ژوستینین یکم راهی گندی‌شاپور شدند. خسرو اول از چنین محققان و فیلسوفان برجسته‌ای مانند داماسکیوس، سیپلیکیوس، الامیوس، پریسکیانوس، ایزیدور، هرمیاس و دیوجنس استقبال کرد. او پس از اسکان آنان در گندی‌شاپور، آنچه را که آنان برای ادامه پژوهش و تحصیل علمی خود نیاز داشتند، فراهم ساخت. این محققان مدارس شهر را بازسازی و احیا کردند و در پژوهش‌های خود از آزادی بسیار برخوردار بودند. خسرو اول خود علاقه‌ای به فعالیت‌های آنان و بحث‌ها و مناظره‌های فلسفی با آنان داشت. علاوه‌براین، او این بحث‌ها و پاسخ‌های فیلسوفان به پرسش‌های خود را در بسیاری از کتاب‌ها ثبت کرد، یکی از آن‌ها به لاتین ترجمه شد و ترجمهٔ ناقص آن باقی مانده‌است. پس از شکست ژوستینین، خسرو اول، که به‌دنبال فلسفهٔ نوافلاطونی بود، در معاهدهٔ صلح تصریح کرد که تمام فیلسوفانی که در گندی‌شاپور زندگی می‌کنند، هرزمان که بخواهند، می‌توانند به میهن خود بازگردند. درست پس از این توافق، دانشمندانی که در گندی‌شاپور پناهنده بودند، از این فرصت برای رفتن به خانه استفاده کردند. بااین‌حال، دانش‌آموختگانی که در طول چهار سال اقامت در گندی‌شاپور تحصیل کرده‌بودند، اطمینان دادند که این مدرسه به‌عنوان نشان و معیاری آموزشی باقی خواهد ماند.
فردوسی، در روایت ماجرای اعدام مانی نقاش به روزگار بهرام اول، آورده‌است که چوبهٔ دار مانی را در کنار دیوار بیمارستان شهر برپا کردند. اگر این مطلب صحت تاریخی داشته‌باشد، پیشینهٔ فعالیت بیمارستان گندی‌شاپور تا نیمهٔ دوم قرن سوم میلادی به عقب می‌رود؛ اما الگود بر این عقیده است که مدرسهٔ گندی‌شاپور را شاپور دوم، معروف به ذوالاکتاف، تأسیس کرد و ادارهٔ آن را به اولیای کلیسای نسطوری سپرد. در ادامه، او نوشته‌است که پزشکان و استادان آن‌جا — که برخی یونانی و برخی ایرانی بودند — پیش از آغاز خدمت روزانه، در مراسم دعای صبحگاهی شرکت می‌کردند، اما از گزارش منابع کهن بیش از این روشن نیست که ذوالاکتاف از هند طبیبی به شوش آورد و احتمالاً برای پزشکی مسیحی، به نام تئودوروس یا تئودوسیوس، کلیسایی در گندی‌شاپور بنا کرد. تئودوروس ظاهراً در آن‌جا طب تدریس می‌کرد و کتاب کُنّاش وی از معدود کتاب‌های فارسی است که در دورهٔ اسلامی به عربی ترجمه شد.
دو حادثهٔ دیگر بر رشد علمی گندی‌شاپور و نفوذ آموزه‌های یونانی در این مرکز افزود: نخست آن‌که در ۴۸۹ میلادی امپراتور زنون، در پی حکم تکفیری که پاپ در باب نسطوریان صادر کرده‌بود، مدرسهٔ دینی و پزشکی رُها را بست. متألّهان این مرکز به نصیبین و پزشکان آن‌جا به گندی‌شاپور کوچیدند و بدین‌سان از قلمرو امپراتوری روم به پادشاهی ساسانی پناه بردند. در آن روزگار رُها شهری کاملاً یونانی‌مآب بود، اما گندی‌شاپور شهری جهانی بود و از هر تعصبی آزاد بود. حادثهٔ دیگر در پی سخت‌گیری یوستی‌نیانوس، امپراتور روم (حک: ۵۲۷–۵۶۷ میلادی)، بر نوافلاطونیان و بستن فرهنگستان آتن در ۵۲۹ میلادی رخ داد. هفت حکیم نوافلاطونی آتن را ترک گفتند و به امید دیدار پادشاهی مطابق با آرمان جمهوری افلاطونی، به دربار انوشیروان روی آوردند.
خسرو انوشیروان در گردآوری و ترجمهٔ متون یونانی و هندی کوشید و گویا خود از تلفیق آثار یونانی و هندی کتابی در پزشکی تألیف کرد. وی برزویه پزشک، رئیس پزشکان ایرانی و سرپرست مدرسه و بیمارستان گندی‌شاپور، را برای جمع‌آوری برخی کتاب‌های پزشکی به هند فرستاد و پزشکی هندی به نام بُذ را برای تدریس طب هندی به گندی‌شاپور فراخواند. در سال بیستم پادشاهی انوشیروان، به‌دستور وی، گروهی از پزشکان گندی‌شاپور گرد آمدند و به بحث دربارهٔ موضوعات پزشکی پرداختند. قفطی، ضمن ذکر نام چند تن از اعضای این انجمن، نوشته‌است که مناظرات آن‌ها ثبت و ضبط می‌شد. از لحن وی چنین برمی‌آید که به ترجمهٔ عربی این مناظرات دسترسی داشته‌است. با این وصف، دشوار می‌توان این سخن الگود را پذیرفت که اگرچه به‌فرمان انوشیروان کتابی در سی مجلد دربارهٔ سموم تألیف شد و دانش نجوم مورد تشویق قرار گرفت، اما شاه نتوانست در گندی‌شاپور مدرسهٔ طب تأسیس کند. درواقع، گندی‌شاپور به‌روزگار پادشاهی انوشیروان در اوج شکوفایی علمی بود.
نخستین مدارک در زمینهٔ یادگیری پزشکی به یک مجموعه جلسات بحث و مناظرهٔ پزشکی-فلسفی، بنا بر فرمان خسرو دوم، در حدود ۶۱۰ م اشاره دارد که در آن پزشک ارشد جبرئیل شیجار نیز شرکت کرد.
در دورهٔ ساسانیان، در مدرسه و بیمارستان تازه‌بنیاد جندی‌شاپور خوزستان، آگاهی‌های پزشکی و شیوه‌های درمانی یونانی، هندی، سریانی، ایرانی با همدیگر آمیخته شد و سنت پزشکی جندی‌شاپور در سایه پشتیبانی‌های سیاسی-اقتصادی ساسانیان چنان بارور و شکوفا گشت که گه‌گاه، این شهر، شهر بقراط خوانده می‌شد.

## سقوط ساسانیان، فتح گندی‌شاپور
در ۱۷ هجری/۶۳۸ میلادی، پس از تسخیر شوش، مسلمانان، به‌فرماندهی ابوسیره (یکی از سرداران ابوموسی اشعری) دست به محاصرهٔ گندی‌شاپور زدند. طبری می‌نویسد که پس از یک روز نبرد میان مدافعان و مهاجمان عرب، از میان سپاه اسلام، امان‌نامه‌ای به درون شهر پرتاب شد. مهاجمان مشاهده کردند که دروازه‌های شهر، ناگهان گشوده شد و مردم در بازارها، کار را از سرگرفتند. هنگامی‌که مسلمانان دلیل این رفتار را پرسیدند، مردم پاسخ دادند که شما به ما پیشنهاد امان دادید و ما هم پذیرفتیم. مهاجمان گفتند که ما چنین نکرده‌ایم. مردم شهر هم پاسخ دادند که ما دروغ نمی‌گوییم. بر مهاجمان آشکار شد که امان‌نامه را برده‌ای از تبار گندی‌شاپور به نام مُکَنِف، از سپاه اسلام، نوشته و به درون شهر پرتاب کرده بود. مسلمانان گفتند که نویسنده برده بوده، مردم شهر گفتند که ما آزاد و برده نمی‌شناسیم. سران لشکر به‌ناچار نامه‌ای به عمر بن خطاب نوشتند و کسب تکلیف کردند. عمر در پاسخ نوشت: «مفاد امان‌نامه را اجرا کنید.» در نتیجه، مسلمانان پیمان را گرامی داشتند و از محاصرهٔ آن دست برداشتند. مردم گندی‌شاپور نیز حاضر به پرداخت جزیه گشتند. ابن اثیر، روایت طبری را با کمی تفاوت، بیان می‌دارد: «به‌سبب پرتاب تیری با پیوست امان‌نامه از سوی سپاه اسلام، شهر گندی‌شاپور از خطر غارت، ویرانی و کشتار رهایی یافت، اما نواحی اطراف آن در امان نماند، زیرا نعمان بن مقرن در حوالی گندی‌شاپور و شوش مدتی سرگرم جنگ بود و در ۲۱ هجری/۶۴۲ میلادی، رهسپار حمله به نهاوند شد». بلاذری می‌نویسد که: «ابوموسی اشعری به گندی‌شاپور رفت. اهالی از ترس، نزد او رفته، امان طلبیدند. ابوموسی با آنان عهد نمود که کسی را نکشد و به اسارت نگیرد و جز گرفتن سلاح جنگی، بر اموال‌شان تعرض نکند».

## کتابت در زمان ساسانیان
ابن ندیم درباره خط «راس سهریه» که در الفهرست از آن یاد کرده، آورده  است که علم منطق و فلسفه را به آن می‌نگاشتند. این خط دارای ۲۴ حرف بوده و نقطه داشته و به عقیده خانلری شاید «راس سهریه» همان «دانش دبیریه» بوده است. به نظر می‌رسد که برای نگاشتن کتاب‌های درسی فلسفی و پزشکی و ... در جندی‌شاپور از این خط‌‌ها استفاده می‌شده است.
فردوسی در ایناره آورده است:
| کشیدندشان خسته و بسته خوار |  | به جان خواستند آنگهی زینهار |
| که ما را مکش تا یکی نو هنر |  | بیاموزی از ماکت آید به بر   |
| کی نامور دادشان زینهار     |  | بدان تا نهانی کنند آشکار    |
| چو آزادشان شد سر از بند او |  | بجستند ناچار پیوند او       |
| نبشتن به خسرو بیاموختند    |  | دلش به دانش برافروختند      |
| نبشتن یکی نه که نزدیک سی   |  | چه رومی چه تازی و چه پارسی  |
| چو هندی و چینی و چه پهلوی  |  | نگاریدن آن کجا بشنوی        |

## کتاب‌ها و نسخه‌های دارویی
…هِل و رازیانه مالابری (هندی) از هر کدام دو درهم، ریواس چینی، نمک و نیلوفر صحرایی هندی هر کدام نیم درهم، فلفلی دراز و نصف یک دنیق و چهار درهم به هم آورید. این‌ها را کوبیده و از صافی بگذرانید و در چهار درهم آب داغ حل کنید- ان شاء الله نتیجه می‌دهد.

تاریخدان آلمانی الیور کاهل که دارونامه کوچک را به انگلیسی برگرداند تفکیکی از ریشه لغات مواد و محصولات را ارائه می‌دهد که ریشه منابع را اینگونه نشان می‌دهد: عربی: ۳۸٫۹٪، فارسی: ۲۲٫۶٪، یونانی: ۱۲٫۵٪، سانسکریت:۸٫۱٪، سریانی: ۴٫۸٪ و غیره:13.1%.
در حدود همان زمان که جاحظ حکایت حزن‌انگیز- ابتدای مقاله- یک پزشک بغدادی را نوشت که از رقابت با پزشکان گندی شاپور سخت تحت فشار بود، یک پزشک ایرانی علی بن سهل ربن طبری در رساله پزشکی خود نوشت: «رئیس بیمارستان گندی شاپور به ما از یک خانواده اهوازی گفت که سنگی در اختیار دارند که اگر بانوی بارداری به آویخته شود از جنین وی حفاظت می‌کند. این گفته ممکن است به شاپور/سابورین بن سهل (وفات: ۸۶۹)پزشکی دیگر از گندی شاپور اشاره داشته باشد که به بغداد نقل مکان کرده بود. او که اهل اهواز بود کتابی هم در مورد داروهای گندی شاپور نوشت که در بیمارستان بغداد مدتها از آن استفاده می‌شد. شاپور زمانی پیش از سال ۸۵۱ به بغداد و در خدمت دربار خلیفه عباسی المتوکل (حکومت: ۸۶۱–۸۴۷) درآمد. کاهل درمورد شاپور به این نکته اشاره می‌کند که: “او عربی را بسیار بد و با لهجه غلیظ خارجی ادا می‌کرد». چنان‌که قبلاً دیدیم، یک لهجه گندی شاپوری یک پزشک لزوماً نقطه ظعفی برای او محسوب نمی‌شد.
همانند پیشینیان خود، شاپور هم پیشینه داروسازی داشت. خوشبخنامه شاپور کتاب دستور داروسازی خود را به رشته تحریر درآورد و این مدرکی از داروهای مورد استفاده در آن محل به دست ما می‌دهد. او سه نسخه از کتاب داروشناسی خود «دارونامه بزرگ /اقراباذین الکبیر» نگاشت که مشتمل بر ۲۲ باب کتاب و دو دارونامه متوسط و کوچک برگرفته از همین «دارونامه بزرگ» بود. نسخه کوچکتر شامل دستور ساخت ۴۰۸ ترکیب دارویی است. با خواندن نسخه‌ها در می‌یابیم که داروها به چه شکل‌هایی (مانند قرص، مرهم یا شیاف) و جهت درمان چه نوع بیماری‌هایی (سرفه، کِرم، تومور) تجویز می‌شدند. دارونامه شاپور بسیار متداول بود و در متون پزشکی فراوانی از نقاط مختلف جهان چون اندلوس به کرات به آن ارجاع شده بود. دارونامه بزرگ در اوایل قرن یازدهم مورد استفاده بیمارستان عضدی بغداد بود و پس از آن با کمی اصلاح و بازنگری در نسخه‌های آن کماکان تا قرن هفدهم در ایران مصرف داشت.

## دوران خلفای راشدین و بنی‌امیه
در دوران خلفای راشدین و امویان، فعالیت‌های علمی گندی‌شاپور اگرچه درخشش دوران ساسانی را نداشت، بااین‌حال متوقف نگردید. با بررسی فعالیت علمی در زبان عرب، به‌جز دانش پزشکی، تاحدودی می‌توان به نقش رابطهٔ عنصر ایرانی با عنصر یونانی در رشته‌های مختلف فلسفه و نجوم پی برد. در تاریخ تکامل نجوم در زبان عرب، می‌توان پی برد که از لحاظ زمانی، عنصر ایرانی و هندی مقدم بر یونانی بوده‌است. باآن‌که از لحاظ جغرافیایی، امویان به‌پایتختی دمشق به تمدن یونانی انطاکیه و اسکندریه نزدیک‌تر بودند و در آن سریانی‌ها، نقش واسطه را ایفا می‌کردند، ولی در ابتدای امر، مترجمان علوم شامل نجوم و جغرافیا غالباً ایرانی بودند؛ چراکه منجمان در دربار ساسانی، گروهی متمایز و برجسته بودند. بااین‌وجود، در عصر خلافت اموی و پس از آن تا ۱۳۲ هجری/۷۵۰ میلادی، در نوشته‌ها و شعرهای عربی، هیچ اثری از عنوان اخترشناس (به عربی: منجم) دیده نشده‌است. در نوشته‌های عبدالرزاق زقزوق، خلفای اموی از پزشکان گندی‌شاپوری، کمک می‌جستند.

## عباسیان
سیلمز در تحقیقی که در سال ۲۰۰۵ در مجلهٔ آمریکایی علوم اجتماعی اسلامی چاپ شد با اشاره به سالم‌ماندن دانشگاه گندی‌شاپور در حملهٔ اعراب به ایران می‌نویسد:
بعد از این‌که اعراب مسلمان ایران را تسخیر کردند، به‌زودی به اهمیت این مؤسسهٔ آموزشی پی بردند و بر آن شدند که شکوه سابق آن را حفظ کنند. آنان همهٔ سازمان‌های شهر را باقی نگاه داشتند، ازجمله بیمارستان، کتابخانه، مدرسهٔ پزشکی و معابد آن را؛ و علاوه‌براین برای پزشکانی که در گندی‌شاپور تحصیل کرده‌بودند شغل ایجاد کردند.
مرکز آموزشی گندی‌شاپور، باآن‌که در زمان اسلام دوران شکوفایی خود را پشت سر گذاشته‌بود، مایهٔ شگفتی اعراب گشت. در این مکان بود که کتاب‌های یونانی، سنسکریت و سریانی، که در زمان ساسانیان به زبان پهلوی ترجمه گشته‌بودند، به عربی ترجمه شدند. فرای می‌نویسد که این فرایند ترجمه، گواهی بر دخالت ایرانیان در انتقال دانش کهن به جهان اسلامی بوده‌است.

## بیمارستان جندی‌شاپور
آوازهٔ شهرت علمی این شهر را حارث بن کلده، که از گندی‌شاپوریان طب آموخته و در فارس طبابت کرده و ثروتی اندوخته بود، بیش از گذشته به گوش اعراب رساند. بااین‌که از فعالیت مدرسهٔ گندی‌شاپور، از زمان بازگشت حارث به طائف تا زمان فراخوانده‌شدن جرجیس بن بُختیشوع نزد منصور (حک: ۱۳۶–۱۵۸)، گزارشی در دست نیست، اما می‌توان با اطمینان گفت که در این میانه فترتی در فعالیت علمی گندی‌شاپور روی نداده‌است. شاید از تأثیر برخی آموزه‌های زرتشتی، مانند ثنویت، که زمانی بر اصول پزشکی یونانی رایج در گندی‌شاپور مؤثر بود، قدری کاسته شد، اما تعالیم مسیحی هم‌چنان مانع از اهتمام پزشکان گندی‌شاپور به برخی حوزه‌های پزشکی، چون کالبدشناسی می‌شد. آنان، به‌رغم تأثیرپذیری‌شان از پزشکی نظری یونان، فعالیت خود را بیشتر به پزشکی بالینی و داروشناسی و داروسازی محدود کرده‌بودند. محمدی بر آن است که پزشکان و استادان گندی‌شاپور درفاصلهٔ فتح این شهر به روزگار خلافت عمر تا اوایل دورهٔ عباسی مجبور بودند مستقل از حمایت حکومت به کار خود ادامه دهند و مدرسه و بیمارستان شهر را بگردانند. نخستین اشاره‌ها به بیمارستان در حوادث سال ۱۴۸ دیده می‌شود، هنگامی‌که خلیفه منصور عباسی به بیماری دشواری دچار شد و به‌دستور وی حاذق‌ترین طبیب آن روزگار — که به تشخیص مشاوران خلیفه، جرجیس بن بختیشوع، رئیس پزشکان گندی‌شاپور، بود — به بغداد فراخوانده شد. وی پس از درمان خلیفه عزت بسیار یافت و بعد از چهار سال اقامت در بغداد به گندی‌شاپور بازگشت و وعده داد تا شاگرد خود عیسی بن شُهلافا یا شهلاثا را به‌جای خود به بغداد بفرستد. به‌روزگار مهدی (حک: ۱۵۸–۱۶۹) نیز فرزند جرجیس، بختیشوع، برای درمان هادی، پسر خلیفه، چندی به بغداد رفت و در ۱۷۱ هجری نیز برای معالجهٔ هارون به دارالخلافه رفت و اکرام بسیار دید. شش نسل از خاندان بختیشوع، در عین حفظ ارتباط خود با گندی‌شاپور، سال‌ها از مهم‌ترین پزشکان دربار عباسی بودند.
سرنوشت ماسَوَیه نیز سبب مهاجرت گندی‌شاپوریان به بغداد را روشن می‌سازد. او که حتی سواد خواندن و نوشتن نداشت، سی سال در بیمارستان گندی‌شاپور داروسازی کرد و پس از آن‌که از کار برکنار شد با نومیدی به بغداد رفت، اما در آن‌جا، با اتکا به تجربیاتش، چشم‌پزشک مخصوص خلیفه شد. یوحنا پسر ماسَوَیه نیز در چشم‌پزشکی تبحر داشت و بیش از چهل اثر در پزشکی نگاشت. او در بغداد مدرّس مهم‌ترین مجلس درس طب آن روزگار بود و با آن‌که اصنافی گوناگون از اهل علم و ادب به حلقهٔ درس وی رفت‌وآمد داشتند، آن‌چنان‌که ابن ابی‌اصیبعه گزارش داده‌است او نیز، چون دیگر پزشکان گندی‌شاپور، مایل نبود دانش خود را به همگان بیاموزد. عتاب وی با حُنَین بن اسحاق، از اهالی حیرَه، نیز به‌همین‌سبب بود. بااین‌وصف، حنین به درس ابن ماسویه راه یافت و یکی از بزرگ‌ترین چشم‌پزشکان دورهٔ اسلامی شد. به‌علاوه، ظهور او به‌عنوان مهم‌ترین مترجم سریانی آثار یونانی، بر دانش گندی‌شاپوریان افزود. او ۸۵ اثر جالینوس را به سریانی ترجمه کرد که اغلب به‌درخواست پزشکان گندی‌شاپور به‌انجام رسید. برخی از این ترجمه‌ها برای دانشجویان گندی‌شاپوری متون درسی به‌شمار می‌آمدند. اولیری تقاضا برای ترجمه‌های سریانی، در کنار ترجمه‌های عربی، را نشانهٔ تداوم فعالیت علمی گندی‌شاپور دانسته‌است. ازسوی‌دیگر، مرکزیت‌یافتن بغداد در نهضت ترجمهٔ آثار یونانی باعث مهاجرت گستردهٔ طبیبان گندی‌شاپور به بغداد شد. آنان در آن‌جا بیش از گندی‌شاپور امکان تحقیق و تدریس پزشکی و دست‌یابی به ترجمه‌های سریانی داشتند. این مهاجرت‌ها اگرچه از رونق علمی گندی‌شاپور کاست، اما زمینهٔ انتقال دانش و تجربهٔ این مرکز علمی را به بغداد بیش از گذشته فراهم آورد و نقشی درخور توجه در شکل‌گیری نهاد بیمارستان در جهان اسلام داشت.
شهرت واقعی گندی‌شاپور در تاریخ ایران دورهٔ اسلامی، بر نقش معروف آن در انتقال دانش هلنیستی یا دقیق‌تر پزشکی جالینوسی و نهاد بیمارستان آموزشی به جامعهٔ شهری عباسی، و فراتر از آن به تمدن بزرگ اسلامی استوار است. محققان دربارهٔ میزان اهمیت مدرسهٔ گندی‌شاپور در انتقال دانش‌های دورهٔ باستان، به‌ویژه پزشکی، به عالم اسلام هم‌نظر نیستند. هرچند اغلب آنان مدرسهٔ گندی‌شاپور را اصلی‌ترین واسطهٔ انتقال پزشکی هند به جهان عربی‌زبان می‌شمرند و بدون وجود این مرکز امکان آگاهی‌یافتن مسلمانان از آموزه‌های پزشکی هند را در چنین زمان کوتاهی منتفی می‌دانند، اما دربارهٔ پزشکی یونانی و به‌ویژه جنبه‌های نظری آن اختلاف رأی دارند. سزگین، با توجه به ترجمهٔ کُنّاشِ اهرن اسکندرانی به‌قلم ماسَرجَوَیه یهودی در دوره مروان بن حکم (حک: ۶۴–۶۵)، بر آن است که اولین آثار پزشکی علمی از اسکندریه یا مراکز علمی شام به دست اعراب رسید و این تصور که مسلمانان در پزشکی نیز مانند دیگر رشته‌های علمی نخست به سراغ میراث ساسانیان رفته، نیازمند تصحیح است. او هم‌چنین نقش گندی‌شاپور را در انتقال پزشکی نظری یونان به جهان عربی‌زبان اساسی ندانسته و برای آغاز پزشکی نظری نزد مسلمانان به کتاب سموم جابر بن حیان توجه کرده که برپایهٔ تألیفات یونانی و نوشته‌های منسوب به بقراط، جالینوس، افلاطون، فیثاغورس و ارسطو شکل گرفته و سهم دانش پزشکی ایرانیان در این اثر منحصر به نام گیاهان و داروها شده‌است. سزگین دربارهٔ علم کیمیا نیز بیشتر به اعتراف روسکا به وجود نام‌های کیمیایی ایرانی در برخی اشعار دورهٔ اموی توجه کرده و به نقش مکتب گندی‌شاپور در انتقال این دانش به جهان عربی‌زبان نپرداخته‌است و این پرسش را جدی نگرفته که وجود نام‌های ایرانی در دانش‌هایی از این دست نشانهٔ چیست.
پیش از پرداختن به موضوع اخیر باید از زبان آموزش در مدرسهٔ گندی‌شاپور پرسید. پژوهشگران در این‌باره هم‌سخن نیستند. به‌نظر ادوارد براون، تدریس در گندی‌شاپور به زبان یونانی صورت می‌گرفته و زبان پهلوی تنها در داروسازی، آن هم به شکلی نه‌چندان آشکار، به‌کار می‌رفته‌است. این موضوع به‌ویژه به‌سبب تفاوت انواع گیاهی موجود در ایران و یونان و اسکندریه طبیعی به‌نظر می‌رسد؛ اما الگود زبان این مدرسه را در درجهٔ اول سریانی و در کنار آن فارسی و عربی و دیگر زبان‌های بومی متداول دانسته‌است. از تقاضای پزشکان گندی‌شاپوری هم‌روزگار با حنین برای ترجمهٔ آثار جالینوس به سریانی، می‌توان گمان برد که زبان علمی گندی‌شاپوریان حتی در سدهٔ سوم هجری سریانی بوده‌است. به‌علاوه، از ترجمهٔ آثار یونانی از فارسی به عربی به‌دست نسطوریان ساکن گندی‌شاپور، گزارشی در دست نیست. بااین‌همه، اگرچه تأثیر مستقیم زبان پهلوی در انتقال دانش‌های باستانی به عربی چندان زیاد نیست، اما سنّت ساسانی ترجمه و اقتباس علوم — که به‌ویژه در گندی‌شاپور تا دورهٔ عباسیان ادامه یافته‌بود — از اصلی‌ترین ریشه‌های فرهنگی نهضت ترجمه به‌شمار می‌آید.
گندی‌شاپوریان، افزون‌بر ترجمهٔ متون، به تألیف آثاری به‌ویژه در پزشکی و داروسازی همت گماشتند و از این طریق نیز بر پزشکی دورهٔ اسلامی تأثیر فراوان نهادند. کتاب الکنّاش جرجیس بن بختیشوع — که حنین آن را از سریانی به عربی ترجمه کرد — و کتاب قوی‌الادویه المفرده اثر عیسی بن صُهاربخت و آثار فراوان یوحنا بن ماسویه ازجمله دغل العین در چشم‌پزشکی و نیز کتابی در آزمون دانش پزشکان به نام محنه‌الطبیب و کتاب العین اثر شاگرد وی، حنین بن اسحاق، از مهم‌ترین آثار گندی‌شاپوریان است. ابن ندیم در این زمینه به‌ویژه از کتاب الاَقرباذین تألیف شاپور بن سهل، رئیس بیمارستان گندی‌شاپور، نام برده که مرجع همهٔ بیمارستان‌ها و داروفروشی‌ها بوده‌است. الگود احتمال داده که نگارش این اثر آخرین اقدام رسمی مدرسهٔ گندی‌شاپور و درعین‌حال نخستین تجربهٔ تألیف اثری داروشناختی در جهان بوده‌است. از این اثر تا نیمهٔ دوم قرن پنجم در بیمارستان گندی‌شاپور استفاده می‌شد.
آثار تألیفی پزشکان گندی‌شاپور اغلب از میان رفته و فقط نقل‌قول‌هایی پراکنده از آن‌ها باقی است که هنوز تحقیقات کافی دربارهٔ اهمیت آن‌ها در تاریخ پزشکی صورت نگرفته‌است. به نظر سزگین، مهم‌ترین اثری که از این مدرسه به دست رسیده، کنّاش جرجیس حَنّا، نگاشته در قرن دوم، است. تفسیر این کتاب، به‌قلم صهاربخت بن ماسَرجیس، نیز هنوز برجاست.
بیمارستان جندی شاپور به‌طور رسمی دارای مدرسهٔ پزشکی و نخستین بیمارستانِ دارای داروخانه و بخش داروسازی در جهانِ اسلام بوده‌است.

## افراد مشهور در جندی شاپور
پزشکان گندی‌شاپوری در بغداد قدر و منزلت بسیار داشتند. این موضوع از گلایهٔ یکی از طبیبان عصر جاحظ از کسادی بازار پزشکان عرب در مقایسه با طب‌آموختگان گندی‌شاپوری یا مسیحی پیداست. پزشک فقیری از بغداد با نام اسد بن غنی خود را با پزشکان گندی‌شاپور این‌گونه مقایسه می‌کند: 
در ابتدا باید بگویم که من یک مسلمان هستم. قبل از این‌که پزشک شوم و حتی پیش از آن‌که متولد شوم مشهور بود که مسلمانان در پزشکی موفقیتی کسب نمی‌کنند. به‌علاوه، نام من صلیب، گابریل، یوحنا یا بیرا نیست بلکه اسد است. نام خانوادگی‌ام هم ابوالحریت است درحالی‌که باید چیزی مثل ابوعیسی، ابوزکریا یا ابوابراهیم باشد. من به‌جای ابریشم سیاه، جامهٔ نخی سفید می‌پوشم. من به‌جای آن‌که مقصود خود را به زبان مردم گندی‌شاپور بیان کنم به عربی سخن می‌گویم.
اسد بن غنی، هیچ‌گاه حتی در دوران فراگیرشدن بیماری‌ها آن‌قدر بیمار نداشت که ثروتی کسب کند؛ زیرا سه شرط را نداشت: او نه سوری، نه مسیحی و نه از گندی‌شاپور بود.

### خاندان بختیشوع
|  |  |  |  |  |  |  |  |                                                                    |                                                                    |                                                                    |                                                                    |                                                                    |                                                                    |  |  |  |  |                                                       |                                                       |                                                       |                                                       | بختیشوع نیای بزرگ و پزشک مشهور جندی‌شاپور              |                                                       |         |         |         |         |  |  |  |  |  |  |  |  |                                          |                                          |                                          |                                          |                                          |                                          |  |  |  |  |  |  |  |  |  |  |  |  |  |  |  |  |  |  |  |  |  |  |  |  |
|  |  |  |  |  |  |  |  |                                                                    |                                                                    |                                                                    |                                                                    |                                                                    |                                                                    |  |  |  |  |                                                       |                                                       |                                                       |                                                       |                                                       |                                                       |         |         |         |         |  |  |  |  |  |  |  |  |                                          |                                          |                                          |                                          |                                          |                                          |  |  |  |  |  |  |  |  |  |  |  |  |  |  |  |  |  |  |  |  |  |  |  |  |
|  |  |  |  |  |  |  |  |                                                                    |                                                                    |                                                                    |                                                                    |                                                                    |                                                                    |  |  |  |  |                                                       |                                                       |                                                       |                                                       | جرجیوس اول ۱۵۲ ق یا ۷۶۹ م پزشک خلیفه منصور            |                                                       |         |         |         |         |  |  |  |  |  |  |  |  |                                          |                                          |                                          |                                          |                                          |                                          |  |  |  |  |  |  |  |  |  |  |  |  |  |  |  |  |  |  |  |  |  |  |  |  |
|  |  |  |  |  |  |  |  |                                                                    |                                                                    |                                                                    |                                                                    |                                                                    |                                                                    |  |  |  |  |                                                       |                                                       |                                                       |                                                       |                                                       |                                                       |         |         |         |         |  |  |  |  |  |  |  |  |                                          |                                          |                                          |                                          |                                          |                                          |  |  |  |  |  |  |  |  |  |  |  |  |  |  |  |  |  |  |  |  |  |  |  |  |
|  |  |  |  |  |  |  |  |                                                                    |                                                                    |                                                                    |                                                                    |                                                                    |                                                                    |  |  |  |  |                                                       |                                                       |                                                       |                                                       | بختیشوع دوم ۱۸۵ ه‍.ق یا ۸۰۱ م پزشک مهدی و هادی و هارون  |                                                       |         |         |         |         |  |  |  |  |  |  |  |  |                                          |                                          |                                          |                                          |                                          |                                          |  |  |  |  |  |  |  |  |  |  |  |  |  |  |  |  |  |  |  |  |  |  |  |  |
|  |  |  |  |  |  |  |  |                                                                    |                                                                    |                                                                    |                                                                    |                                                                    |                                                                    |  |  |  |  |                                                       |                                                       |                                                       |                                                       |                                                       |                                                       |         |         |         |         |  |  |  |  |  |  |  |  |                                          |                                          |                                          |                                          |                                          |                                          |  |  |  |  |  |  |  |  |  |  |  |  |  |  |  |  |  |  |  |  |  |  |  |  |
|  |  |  |  |  |  |  |  |                                                                    |                                                                    |                                                                    |                                                                    |                                                                    |                                                                    |  |  |  |  |                                                       |                                                       |                                                       |                                                       |                                                       |                                                       |         |         |         |         |  |  |  |  |  |  |  |  |                                          |                                          |                                          |                                          |                                          |                                          |  |  |  |  |  |  |  |  |  |  |  |  |  |  |  |  |  |  |  |  |  |  |  |  |
|  |  |  |  |  |  |  |  |                                                                    |                                                                    |                                                                    |                                                                    |                                                                    |                                                                    |  |  |  |  | جبرائیل اول ۲۱۳ ه‍.ق یا ۸۳۸ م پزشک هارون و امین و مأمون | جبرائیل اول ۲۱۳ ه‍.ق یا ۸۳۸ م پزشک هارون و امین و مأمون | جبرائیل اول ۲۱۳ ه‍.ق یا ۸۳۸ م پزشک هارون و امین و مأمون | جبرائیل اول ۲۱۳ ه‍.ق یا ۸۳۸ م پزشک هارون و امین و مأمون | جبرائیل اول ۲۱۳ ه‍.ق یا ۸۳۸ م پزشک هارون و امین و مأمون | جبرائیل اول ۲۱۳ ه‍.ق یا ۸۳۸ م پزشک هارون و امین و مأمون |         |         |         |         |  |  |  |  |  |  |  |  | جورجیوس دوم                              | جورجیوس دوم                              | جورجیوس دوم                              | جورجیوس دوم                              | جورجیوس دوم                              | جورجیوس دوم                              |  |  |  |  |  |  |  |  |  |  |  |  |  |  |  |  |  |  |  |  |  |  |  |  |
|  |  |  |  |  |  |  |  |                                                                    |                                                                    |                                                                    |                                                                    |                                                                    |                                                                    |  |  |  |  | جبرائیل اول ۲۱۳ ه‍.ق یا ۸۳۸ م پزشک هارون و امین و مأمون | جبرائیل اول ۲۱۳ ه‍.ق یا ۸۳۸ م پزشک هارون و امین و مأمون | جبرائیل اول ۲۱۳ ه‍.ق یا ۸۳۸ م پزشک هارون و امین و مأمون | جبرائیل اول ۲۱۳ ه‍.ق یا ۸۳۸ م پزشک هارون و امین و مأمون | جبرائیل اول ۲۱۳ ه‍.ق یا ۸۳۸ م پزشک هارون و امین و مأمون | جبرائیل اول ۲۱۳ ه‍.ق یا ۸۳۸ م پزشک هارون و امین و مأمون |         |         |         |         |  |  |  |  |  |  |  |  | جورجیوس دوم                              | جورجیوس دوم                              | جورجیوس دوم                              | جورجیوس دوم                              | جورجیوس دوم                              | جورجیوس دوم                              |  |  |  |  |  |  |  |  |  |  |  |  |  |  |  |  |  |  |  |  |  |  |  |  |
|  |  |  |  |  |  |  |  |                                                                    |                                                                    |                                                                    |                                                                    |                                                                    |                                                                    |  |  |  |  |                                                       |                                                       |                                                       |                                                       |                                                       |                                                       |         |         |         |         |  |  |  |  |  |  |  |  |                                          |                                          |                                          |                                          |                                          |                                          |  |  |  |  |  |  |  |  |  |  |  |  |  |  |  |  |  |  |  |  |  |  |  |  |
|  |  |  |  |  |  |  |  | بختیشوع سوم ۲۵۶ ه‍.ق یا ۸۷۰ م پزشک واثق، متوکل، مستعین، مهتدی        | بختیشوع سوم ۲۵۶ ه‍.ق یا ۸۷۰ م پزشک واثق، متوکل، مستعین، مهتدی        | بختیشوع سوم ۲۵۶ ه‍.ق یا ۸۷۰ م پزشک واثق، متوکل، مستعین، مهتدی        | بختیشوع سوم ۲۵۶ ه‍.ق یا ۸۷۰ م پزشک واثق، متوکل، مستعین، مهتدی        | بختیشوع سوم ۲۵۶ ه‍.ق یا ۸۷۰ م پزشک واثق، متوکل، مستعین، مهتدی        | بختیشوع سوم ۲۵۶ ه‍.ق یا ۸۷۰ م پزشک واثق، متوکل، مستعین، مهتدی        |  |  |  |  |                                                       |                                                       |                                                       |                                                       | میخائیل                                               | میخائیل                                               | میخائیل | میخائیل | میخائیل | میخائیل |  |  |  |  |  |  |  |  | عبیدالله پزشک متقی                       | عبیدالله پزشک متقی                       | عبیدالله پزشک متقی                       | عبیدالله پزشک متقی                       | عبیدالله پزشک متقی                       | عبیدالله پزشک متقی                       |  |  |  |  |  |  |  |  |  |  |  |  |  |  |  |  |  |  |  |  |  |  |  |  |
|  |  |  |  |  |  |  |  | بختیشوع سوم ۲۵۶ ه‍.ق یا ۸۷۰ م پزشک واثق، متوکل، مستعین، مهتدی        | بختیشوع سوم ۲۵۶ ه‍.ق یا ۸۷۰ م پزشک واثق، متوکل، مستعین، مهتدی        | بختیشوع سوم ۲۵۶ ه‍.ق یا ۸۷۰ م پزشک واثق، متوکل، مستعین، مهتدی        | بختیشوع سوم ۲۵۶ ه‍.ق یا ۸۷۰ م پزشک واثق، متوکل، مستعین، مهتدی        | بختیشوع سوم ۲۵۶ ه‍.ق یا ۸۷۰ م پزشک واثق، متوکل، مستعین، مهتدی        | بختیشوع سوم ۲۵۶ ه‍.ق یا ۸۷۰ م پزشک واثق، متوکل، مستعین، مهتدی        |  |  |  |  |                                                       |                                                       |                                                       |                                                       | میخائیل                                               | میخائیل                                               | میخائیل | میخائیل | میخائیل | میخائیل |  |  |  |  |  |  |  |  | عبیدالله پزشک متقی                       | عبیدالله پزشک متقی                       | عبیدالله پزشک متقی                       | عبیدالله پزشک متقی                       | عبیدالله پزشک متقی                       | عبیدالله پزشک متقی                       |  |  |  |  |  |  |  |  |  |  |  |  |  |  |  |  |  |  |  |  |  |  |  |  |
|  |  |  |  |  |  |  |  | جبرائیل دوم ۳۹۷ ه‍.ق یا ۱۰۰۵ م پزشک المقتدر و شاهان و بزرگان دیلمی   | جبرائیل دوم ۳۹۷ ه‍.ق یا ۱۰۰۵ م پزشک المقتدر و شاهان و بزرگان دیلمی   | جبرائیل دوم ۳۹۷ ه‍.ق یا ۱۰۰۵ م پزشک المقتدر و شاهان و بزرگان دیلمی   | جبرائیل دوم ۳۹۷ ه‍.ق یا ۱۰۰۵ م پزشک المقتدر و شاهان و بزرگان دیلمی   | جبرائیل دوم ۳۹۷ ه‍.ق یا ۱۰۰۵ م پزشک المقتدر و شاهان و بزرگان دیلمی   | جبرائیل دوم ۳۹۷ ه‍.ق یا ۱۰۰۵ م پزشک المقتدر و شاهان و بزرگان دیلمی   |  |  |  |  |                                                       |                                                       |                                                       |                                                       |                                                       |                                                       |         |         |         |         |  |  |  |  |  |  |  |  | یحیی (یوحنا) پزشک متوکل                  | یحیی (یوحنا) پزشک متوکل                  | یحیی (یوحنا) پزشک متوکل                  | یحیی (یوحنا) پزشک متوکل                  | یحیی (یوحنا) پزشک متوکل                  | یحیی (یوحنا) پزشک متوکل                  |  |  |  |  |  |  |  |  |  |  |  |  |  |  |  |  |  |  |  |  |  |  |  |  |
|  |  |  |  |  |  |  |  | جبرائیل دوم ۳۹۷ ه‍.ق یا ۱۰۰۵ م پزشک المقتدر و شاهان و بزرگان دیلمی   | جبرائیل دوم ۳۹۷ ه‍.ق یا ۱۰۰۵ م پزشک المقتدر و شاهان و بزرگان دیلمی   | جبرائیل دوم ۳۹۷ ه‍.ق یا ۱۰۰۵ م پزشک المقتدر و شاهان و بزرگان دیلمی   | جبرائیل دوم ۳۹۷ ه‍.ق یا ۱۰۰۵ م پزشک المقتدر و شاهان و بزرگان دیلمی   | جبرائیل دوم ۳۹۷ ه‍.ق یا ۱۰۰۵ م پزشک المقتدر و شاهان و بزرگان دیلمی   | جبرائیل دوم ۳۹۷ ه‍.ق یا ۱۰۰۵ م پزشک المقتدر و شاهان و بزرگان دیلمی   |  |  |  |  |                                                       |                                                       |                                                       |                                                       |                                                       |                                                       |         |         |         |         |  |  |  |  |  |  |  |  | یحیی (یوحنا) پزشک متوکل                  | یحیی (یوحنا) پزشک متوکل                  | یحیی (یوحنا) پزشک متوکل                  | یحیی (یوحنا) پزشک متوکل                  | یحیی (یوحنا) پزشک متوکل                  | یحیی (یوحنا) پزشک متوکل                  |  |  |  |  |  |  |  |  |  |  |  |  |  |  |  |  |  |  |  |  |  |  |  |  |
|  |  |  |  |  |  |  |  | ابوسعید عبیدالله دوم ۴۵۰ ه‍.ق یا ۱۰۵۸ م پزشک و مؤلف چندین کتاب پزشکی | ابوسعید عبیدالله دوم ۴۵۰ ه‍.ق یا ۱۰۵۸ م پزشک و مؤلف چندین کتاب پزشکی | ابوسعید عبیدالله دوم ۴۵۰ ه‍.ق یا ۱۰۵۸ م پزشک و مؤلف چندین کتاب پزشکی | ابوسعید عبیدالله دوم ۴۵۰ ه‍.ق یا ۱۰۵۸ م پزشک و مؤلف چندین کتاب پزشکی | ابوسعید عبیدالله دوم ۴۵۰ ه‍.ق یا ۱۰۵۸ م پزشک و مؤلف چندین کتاب پزشکی | ابوسعید عبیدالله دوم ۴۵۰ ه‍.ق یا ۱۰۵۸ م پزشک و مؤلف چندین کتاب پزشکی |  |  |  |  |                                                       |                                                       |                                                       |                                                       |                                                       |                                                       |         |         |         |         |  |  |  |  |  |  |  |  | بختیشوع چهارم ۳۲۹ ه‍.ق یا ۹۴۰ م پزشک مقتدر | بختیشوع چهارم ۳۲۹ ه‍.ق یا ۹۴۰ م پزشک مقتدر | بختیشوع چهارم ۳۲۹ ه‍.ق یا ۹۴۰ م پزشک مقتدر | بختیشوع چهارم ۳۲۹ ه‍.ق یا ۹۴۰ م پزشک مقتدر | بختیشوع چهارم ۳۲۹ ه‍.ق یا ۹۴۰ م پزشک مقتدر | بختیشوع چهارم ۳۲۹ ه‍.ق یا ۹۴۰ م پزشک مقتدر |  |  |  |  |  |  |  |  |  |  |  |  |  |  |  |  |  |  |  |  |  |  |  |  |

از خاندان مسیحی نسطوری (سریانی) بختیشوع، یازده تن پزشک بودند و سرسلسلهٔ آنها، نام بختیشوع داشته و پسرش جورجیوس، همان پزشک معروفی است که در مقام ریاست دانشگاه جندی شاپور، برای معالجه منصور دوانیقی، خلیفه عباسی در سال ۱۴۸ ه‍.ق به بغداد رفته‌است و پس از وی خلفای عباسی پیوسته یکی از پزشکان جندی شاپور را که غالباً از همین خاندان بوده‌اند، در دربر خود نگه می‌داشتند و همین امر خود یکی از عللی بود که از رونق مدرسه آن کاست و به رونق علمی بغداد افزود تا جایی که رفته رفته در این شهر بیمارستانی برپا شد و وارث بیمارستان جندی‌شاپور گشت. منصور عباسی که به بیماری معده دچار شده بود، از وجود جورجیس در مقام ریاست پزشکان جندی‌شاپور آگاه شد و دستور به احضارش را داد. جورجیس ناچار کار بیمارستان را به پسر خویش بختیشوع سپرد و همراه دو تن از شاگردان خود به نام‌های ابراهیم و عیسی بن شَهلافا به بغداد رفت. در بغداد او خلیفه را درمان کرد. منصور چون شفا یافت، او را خلعت داد و به ریاست پزشکان پایتخت برگزید.
جبرائیل بن بختیشوع دوم در سال ۲۱۳ ه‍.ق فوت کرد و در دیر سرمارجیس مدائن به خاک سپرده شد. پاره‌ای از افراد خاندان بختیشوع تألیف‌های معتبری از خود به یادگار گذاشتند. برای مثال ابوسعید عبیدالله بن جبرائیل دوم دو کتاب با عنوان‌های نوادرالمسائل و مناقب‌الاطباء دارد.

### خاندان ماسویه
ابوزکریا یا یوحنا بن ماسویه، یکی از استادان برجسته مسیحی دانشگاه جندی‌شاپور است. او چهل سال در آن مرکز علمی و بیمارستان به کار تعلیم و مداوا پرداخته‌است. او نیز در زمان مأمون به بغداد آمد و رئیس بیت‌الحکمه شد و شاگردان برجسته‌ای چون حنین بن اسحاق در محضر او تلمذ کرده‌اند. ماسویه تا سال ۲۴۳ هجری قمری زنده بود و به دستور هارون بسیاری از کتاب‌های پزشکی که پس از فتح انقره (آنکارا) و عموریه و دیگر مراکز علمی روم شرقی به بغداد آورده شده بود، در اختیار وی قرار داده شد تا از روی آن‌ها رونوشت برداشته شود و به زبان عربی ترجمه گردد.

### خاندان حنین
ابوزید حنین بن اسحاق عباسی از پزشکان مسیحی شهر حیره بود. در سال ۱۹۴ قمری متولد شد. پدرش به روایتی داروگر بوده‌است. وی در بصره عربی آموخت و در بغداد نزد پزشکان جندی شاپور به تعلم پرداخت. نخستین استاد وی یوحنا بن ماسویه، از متعلمان سابق جندی شاپور بود که بر شاگرد خود چنین خشم گرفت و گفت: «مردم حیره را به طب چه کار؟ برو در کوی و برزن صرافی کن». این تندی حنین را بر آن داشت تا با زبان یونانی به آموختن علم پزشکی بپردازد. از این رو عازم اسکندریه شد و به گفته ادوارد براون، هفت سال زبان یونانی آموخت و پس از آن عازم جندی شاپور گشت و نزد جبرائیل بن بختشیوع، آموزش جدید پزشکی را آغاز کرد و به مرور در بغداد رئیس دارالترجمه بیت الحکمه گردید و کتاب‌های متعددی به عربی ترجمه کرد و این کار را تا زمان مرگ خود (۲۶۴ ق) ادامه داد. حنین مترجمان متعددی را تربیت کرد و با کمک آنها، کتاب‌هایی را هم به زبان عربی برگرداند. پسران او (داوود و اسحاق) هم، هر دو از مترجمان برجسته بیت‌الحکمه بودند. شاگردانش از کتاب‌های یونانی و سریانی، آثار گرانبهایی در طب و فلسفه از خود به یادگار نهاده‌اند. اسحاق بن حنین نیز همانند پدر دارای تألیف‌های متعددی است که عبارتند از: الادویة المفردة، اصلاح الادویة المسهلة، المقولات، اختصار کتاب اقلیدس، المدخل الی صناعة المنطق، آداب الفلاسفة و نوادرهم و جز آن.

### خاندان قره
این خانواده از مسیحیان حران بودند که به خدمت خلفای عباسی درآمدند. نیای بزرگ این خاندان قره نام داشت. پسرش ثابت بن قره (معروف به ثابت اول) پزشک معتضد (۲۱۰–۲۸۹ ه‍.ق / ۸۲۵–۹۰۱ م) بود. از او دو پسر به جای ماند، یکی ابراهیم (که شهرت علمی و فلسفی نداشت و دومی سنان. سنان بن ثابت پزشک راضی (۳۳۱ قمری/۹۴۲ میلادی) بود. از او دو پسر به نام ثابت و ابراهیم به جای ماند. ثابت بن سنان (معروف به ثابت دوم) رئیس بیمارستان عضدی بغداد (۲۹۵–۳۶۳ ه‍.ق/۹۰۷–۹۷۳ م) بود و ابراهیم بن سنان (معروف به ابراهیم دوم) رئیس هیئت ممتحنه پزشکان (۲۹۶–۳۳۶ ق. / ۹۰۸–۹۴۷ م) بود. از ابراهیم دوم نیز فرزندی به نام اسحاق شناخته شد که کار پدران خود را داشته‌است.

### عیسی بن شهلا
عیسی بن شهلا، یکی از پزشکان مشهور بغداد و از شاگردان جورجیوس بن بختشیوع بوده‌است.

### اسماعیل بن ابوسهل بن نوبخت
اسماعیل بن ابوسهل بن نوبخت از تباری ایرانی است که او نیز در خدمت منصور خلیفهٔ عباسی بود. یکی دیگر از مشاهیر جندیشاپور سهل کوسج (کوسه) با عنوان ابوسابور ابن سهل از مردم اهواز، و پزشکی دانا بود که به گویش خوزی سخن می‌گفت. مقام او را در دانش پزشکی هم‌ردیف کسانی چون یوحنای ماسویه و جرجیس پسر بختیشوع دانسته‌اند.

### شاپور بن سهل جندی‌شاپوری
شاپور بن سهل جندی‌شاپوری، رئیس بیمارستان جندی‌شاپور بود و در داروشناسی و طبابت متوکل عباسی شهرت بسیار یافت. او دانا به خواص داروهای مفرده و ترکیب آنها بود. شاپور بن سهل در زمان خلافت مهتدی درگذشت. می‌گویند او صاحب ۵ کتاب بود. تاریخ درگذشت او را ۲۵۵ق / ۸۶۹ م نوشته‌اند.

### عیسی بن چهاربخت
عیسی بن چهاربخت (مهاربخت) از مسیحیان جندی‌شاپور بود و در بغداد از پزشکان و داروشناسان برجسته به‌شمار آمده و از بقراط و جالینوس ترجمه‌هایی دارد.

### دهشتک و میخائیل
دهشتک رئیس بیمارستان جندی شاپور و میخائیل برادرزادهٔ او، هر دو از پزشکان مشهور عصر اول عباسیان و ساکن بغداد و از برخورداران دارالعلم جندی‌شاپور بوده‌اند.

### خانواده ماسویه ابو یوحنا
ماسویه ابویوحنا در بیمارستان جندیشاپور به کار داروسازی اشتغال داشت و در تشخیص داروها بسیار آگاه بود. وی ۳۰ سال در آن بیمارستان خدمت کرد. پسران او یوحنا و میخائیل نیز حرفهٔ پدر را اختیار کردند و میخائیل مدتی در بیمارستان جندیشاپور خدمت کرد. یوحنا فرزند دیگر ماسویه کتابهای بسیاری تألیف کرد. وی درسهایی در رشتهٔ پزشکی عمومی داشت و ادیبان نیز در مجلس درس او حاضر می‌شدند. او را مؤلف ۴۴ کتاب و رساله دانسته‌اند.

### حنین بن اسحاق
حنین بن اسحاق از مردم حیره و یکی از پرورش‌یافتگان این دانشگاه بود. حنین کتاب فرق الطب را (که به زبان رومی و سریانی هراسیس نامیده می‌شد) نزد یوحنا خواند. او که صراف زاده‌ای مسیحی از مردم حیره بود، به هنگام تحصیل در جندیشاپور ملازم یوحنا پسر ماسویه شد و پزشکی را نزد وی آموخت و در سایهٔ کار و کوشش، زبانهای یونانی، سریانی و فارسی را فرا گرفت. او یکی از بزرگان زبان عرب بود. نگارش ۱۸۰ کتاب و مقاله را به وی نسبت داده‌اند.

### اسحاق بن حنین
اسحاق بن حنین (پسر حنین بن اسحاق) نیز همانند پدر دارای تألیفات متعددی است که از آن جمله‌اند: الادویة المفردة، اصلاح الادویة المسهلة، المقولات، اختصار کتاب اقلیدس، المدخل الی صناعة المنطق، آداب الفلاسفة و نوادرهم.

### شیرشوع بن قطرب
شیرشوع بن قطرب از اهالی جندیشاپور بود که زبان سریانی را بیش از عربی دوست می‌داشت.

## نهضت ترجمه
دیمیتری گوتاس در مورد ترجمه کتاب‌های ایرانی به زبان عربی نوشته‌است:
نهضت ترجمه از یونانی به پهلوی (پارسیگ) یعنی فارسی میانه ساسانیان، و از پهلوی به عربی، نه تنها عامل بسیار مهمی در توسعه نهضت ترجمه یونانی-عربی عباسیان بوده، بلکه به‌طور کلی عامل ترقی ادبیات و فرهنگ عربی هم شده بود. این ترجمه‌ها جنبه‌های مختلفی داشته‌اند و وجودشان مرهون شرایط و انگیزه‌های مختلف تاریخی بوده‌است.

## دوران فترت
مؤلف مجمل التواریخ و القصص در اوایل قرن ششم هجری، گندی‌شاپور را شهری خراب با چند ده پراکنده ثبت کرده‌است. یاقوت حموی در اوایل قرن هفتم هجری گزارش داده‌است که به‌جز بعضی ویرانه‌ها، نشانی از گندی‌شاپور باقی نمانده‌است. شوشتری در حدود ۱۰۵۰ هجری گزارش داد که فتحعلی‌خان، حکمران خوزستان، بر ویرانه‌های گندی‌شاپور، آبادی‌ای به نام شاه‌آباد، مشتمل بر خانه‌ها و عصارخانه و حمام بنا نهاد.
متون پزشکی پزشکان گندی شاپور حتی زمانی که بیمارستان آن از رونق افتاد کماکان شناخته شده بودند. فهرست ابن ندیم در قرن دهم خیلی از این متون را برمی‌شمارد. جرجانی نویسنده دانشنامه پزشکی از ۱۱۲۵ نسخه‌ای نام می‌برد که زمانی در بیمارستان گندی شاپور به کار می‌رفت. الحاوی از هر دو نسخه دارونامه شاپور یادکرده و همچنین چکیده‌هایی از نوشتجات جرجیس بختیشوع و نوه اش جبرئیل را ذکر می‌کند. این ارجاعات و اشارات نه تنها نشان می‌دهد دانش پزشکی گندی شاپور تا چه گستره زمانی ادامه داشت بلکه بخشی از متون پزشکی که به وسیله پزشکان گندی شاپور نگاشته شده ولی در جای دیگر یافت نمی‌شوند را نیز حفظ کرده‌است.

## میراث
دانشگاهی با نام «گندی‌شاپور» نیز در اهواز در سال ۱۳۳۴ خورشیدی گشایش یافت. پس از چندی این نام به «جندی‌شاپور» تغییر کرد. دانشگاه در نزدیکی رودخانهٔ کارون در زمینی هموار و نزدیک باغ گیاهان گرمسیری بنا گردید. در دوران جنگ ایران و عراق، مصطفی چمران بخش‌هایی از این دانشگاه را پایگاه فرماندهی خود قرار داده‌بود که پس از کشته‌شدن، به‌پاس فداکاری‌ها و جان‌فشانی‌های او، دانشگاه جندی‌شاپور به دانشگاه شهید چمران اهواز تغییر نام یافت. دانشگاه صنعتی جندی‌شاپور دزفول و دانشگاه علوم پزشکی جندی‌شاپور اهواز به‌افتخار این دانشگاه باستانی، از نام جندی برخوردار است.

## نخستین مرکز بیماری‌های دریایی جهان
در دانشگاه گندی‌شاپور دورهٔ ساسانیان، بخشی به گردآوری اطلاعات دربارهٔ بیماری‌های دریانوردان و راه‌های درمان آن‌ها اختصاص داشته‌است. در سفرهای دریایی اکتشافی که در زمان هخامنشیان انجام می‌شد، همواره پزشکانی با کاروان‌های دریایی همراه بودند که وظیفهٔ مراقبت‌های بهداشتی دریانوردان را برعهده داشته‌اند. در کتاب دینکرد آمده‌است که «در دوران ساسانی در بندر سیراف و بندر هرمز نوعی دانشکدهٔ افسری به نام ناوارتشتارستان به آموزش و پرورش افسران نیروی دریایی ایران می‌پرداخت».